# 阿尔布西耶尔
阿尔布西耶尔（法語：Alboussière，法語發音：[albusjɛʁ]）是法国阿尔代什省的一个市镇，属于罗讷河畔图尔农区。

## 地理
阿尔布西耶尔（44°56'39"N, 4°43'44"E）面积18.39 平方千米，位于法国奥弗涅-罗讷-阿尔卑斯大区阿尔代什省，该省份为法国东南部内陆省份，北起顺时针与卢瓦尔省、伊泽尔省、德龙省、沃克吕兹省、加尔省、洛泽尔省和上盧瓦爾省接壤。
与阿尔布西耶尔接壤的市镇（或旧市镇、城区）包括：博夫尔、尚皮、奥尔梅兹河畔吉约克、圣巴泰勒米-格罗宗、圣佩赖、图洛。

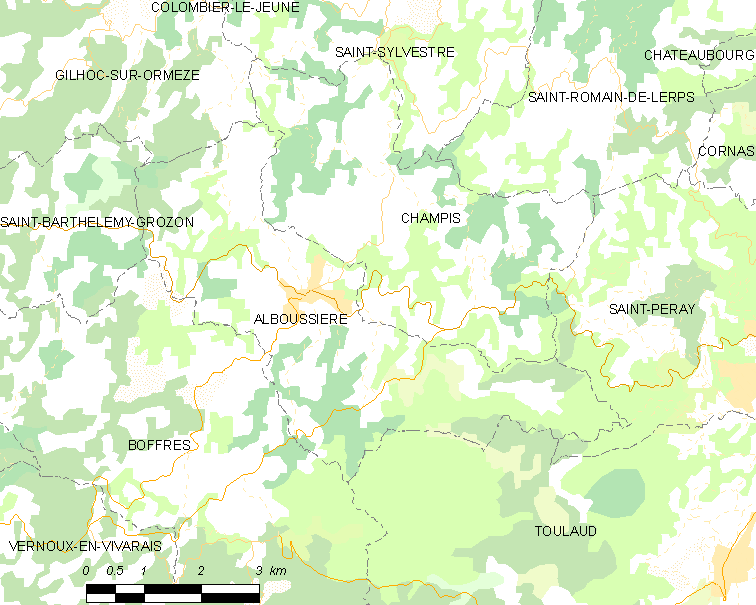
阿尔布西耶尔的OSM定位图

阿尔布西耶尔的时区为UTC+01:00、UTC+02:00（夏令时）。

## 行政
阿尔布西耶尔的邮政编码为07440，INSEE市镇编码为07007。

## 政治
阿尔布西耶尔所属的省级选区为上维瓦赖县。

## 人口

1962-2008年间阿尔布西耶尔人口变化图示

阿尔布西耶尔于2022年1月1日时的人口数量为1026人。